# Lalitavistara
Lalitavistara är en text som berättar om Buddhas liv, från hans tidigare liv i Tusitahimlen fram tills hans första predikan. Berättelsen innehåller många magiska och övernaturliga skeenden. Texten tillskrivs Sarvastivadainriktningen och skrevs troligtvis under 200-talet eller 300-talet. Originaltexten har dock omarbetats till stor del av mahayanska följare.
Texten skrevs ursprungligen på sanskrit, och två översättningar till kinesiska har gjorts. En år 308, av Dharmaraksa, och en år 683 av Divakara.